# Leptogorgia pseudogracilis
Leptogorgia pseudogracilis is een zachte koraalsoort uit de familie Gorgoniidae. De koraalsoort komt uit het geslacht Leptogorgia. Leptogorgia pseudogracilis werd in 2010 voor het eerst wetenschappelijk beschreven door Castro, Medeiros & Loiola. 